# Dobos C. József
József Carl Dobos (Pest, 1847. január 18. – Budapest, 1924. október 10.) magyar cukrász, szakácsmester, szakíró.

## Élete
Pesti római katolikus kispolgári származású szakácscsaládban született. Apja, Dobos András, szakács, anyja Gogola Rozália volt. Apja mellett, majd az Andrássy-családnál tanult. 1878-ban nyitotta meg csemegeüzlet azóta világszerte ismertté vált. 
Dobos szakíróként sem volt utolsó. Az egyik legismertebb műve 1881-ben látott napvilágot Magyar–francia szakácskönyv címmel, s hű tükre korának. Ízig-vérig franciás: az ételek párolása, a sok zöldségféle használata, az előkészítési és tálalási módok stb. is ezt mutatják. Az ételek mindkét nyelven szerepelnek, így észrevétlenül folytatódhatott az a gyakorlat, amely szerint a roládok, a kotlettek, az entrecotok, a pommes-frites-ek, a szószok stb. megszokott kifejezésekké váltak. Dobos József csemegeüzlete a budapesti Kecskeméti utca 12-es szám alatt helyezkedett el egy két szintes épületben; az emeleten volt Dobos József tágas lakása és a földszinten a boltja. Dobos csemegeüzlete mellett a mára már nem létező Csekonics palota, amely a Kecskeméti utca 10-es szám alatt volt.
Pavilonja volt az 1896-os kiállításon is. Üzletét 1906-ban adta fel. Vagyona nagy részét hadikölcsönbe fektette, s így szegényen halt meg. Műveltsége révén közmegbecsülésnek örvendett, sok neves barátja volt. Gazdag könyvtárral rendelkezett.

## A Kecskeméti utcai Dobos csemegeüzlet
"A Kecskeméti utcában, a Csekonics-palotánál volt a Dobos C. József mesés csemegeüzlete, az akkori pesti ínyenceknek minden ínyencségekkel dúsan tömött Eldorádója. Az omlós-tésztájú, páratlan inges-töltelékű, majdnem világhíres Dobostortát ez az ötletes, kiváló csemegekereskedő találta fel és népszerűsítette a millenniumi kiállítás óriási Dobos-pavilonjában, amelyet azután nemes Debreczen város vásárolt meg és használ vendéglői célokra a maga gyönyörű Nagyerdőjében. Dobos úr, az ínyencségeknek ez az igazi tüneményes magyar nagymestere egyébként tanult cukrász és szakácsmester volt. A legkülönfélébb pompás enni-innivalótól ízletesen, kívánatosan, káprázatosan rakott kirakatával és üzletével valóságosan felizgatta, magához elbűvölte az ínyenceket. Annak idején szenzációszámba ment már az is, hogy Dobos úr esténként egy óra ciffer-blattját vetítette az aszfaltra, amely a járókelőknek pontosan mutatta az időt. Az igazibb szenzációk mégis a finom inni- és ennivalói voltak. Az elsőrendű magyar és külföldi palackborok mellett Dobosnál mindig találni és kapni lehetett a drága (s mégis oly olcsó) francia Cliquet, Mumm, Duminy, Moet et Chandon, Pommery, Chrement rosté, Heidsiek pezsgők mámorító, bűbájos tömegeit. A sajtokból is mindig megkaphattad (az ementháli, grófi, eidami, imperiál-különlegességekről nem beszélve,) a gorgonzola, roquefort, Cammembert, Strachino di Milano, Chester királyi falatjait. Még a tekintetből is különbséget tett Dobos úr, hogy váljon zöld-e, sárga-e, szivacsos-e az a gorgonzola?.
A Dobos-kirakat ínycsiklandó látványosságait az átellenzi, a konkurrens Zadák Alajos csemege-üzlet tulajdonos sem nézhette nyeles és nyelvcsettintés nélkül, például amikor az a fránya Dobos úr egy-egy malomkőnagy, közepén kivájt gorgonzolába belefordított egy nagy üveg francia pezsgőt, vagy másik sajtba meg egy-egy üveg nemes bordóit... Az így ellátott sajtot azután addig kint hagyta a kirakatban, ming nem a pezsgő vagy a bordós teljesen beivódott és szívódott, hanem akkor kapkodták is a boldog pestiek a francia pezsgővel itatott, ma elképzelhetetlen Dobos-különlegességet, amely igazi királyi falat volt. Dobos úr, amikor már nagyon meggazdagodott, Budafokra vonult vissza, konkurrense Zadák Alajos turnét a Bástya utcai sarokról még előbb felhagyott néhány évig jólmenő csemege üzletével. Zadák különben is inkább amolyan futó-faragó ezermester volt, a többek között feltalált olyan úszó-szerkezetet, amellyel a Dunán produkálta magát." - Móricz Pál - 1923 - Magyarság.

## A Dobostorta

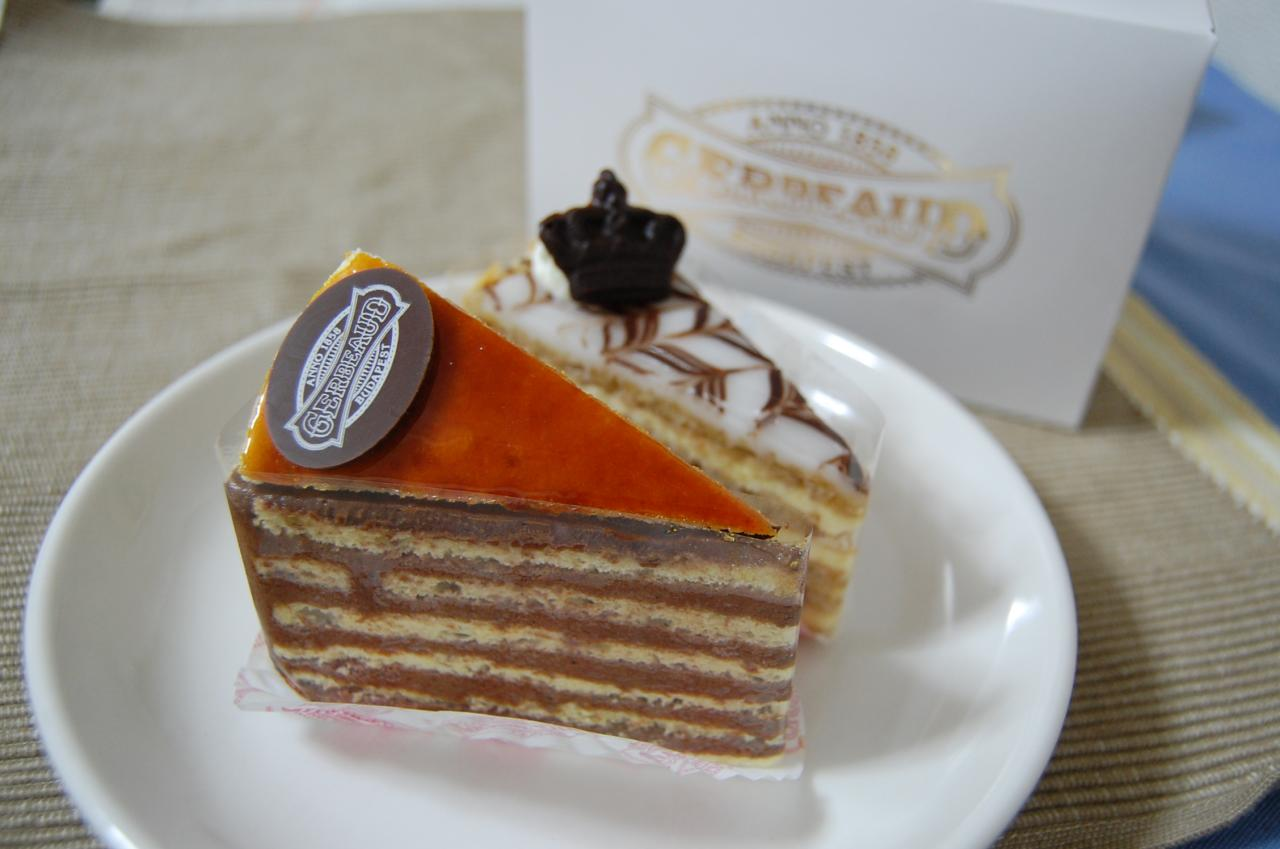
Dobostorta a híres cukormázzal

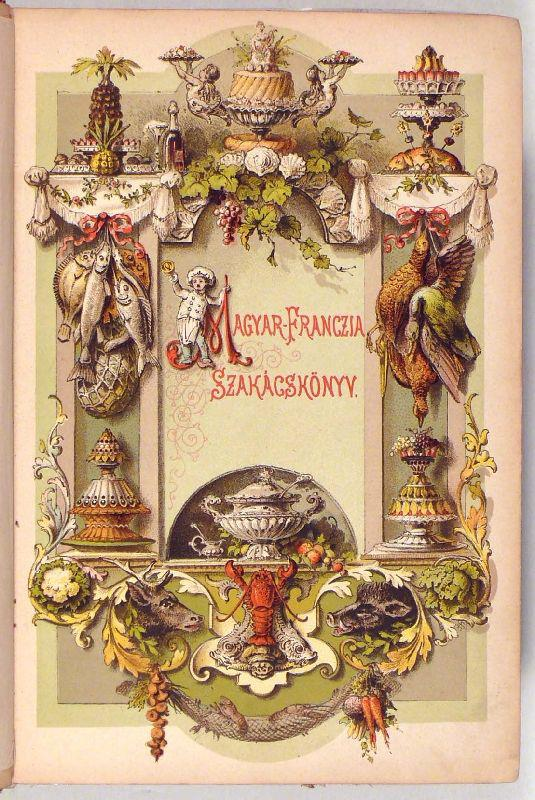
Dobos C. József szakácskönyve (1883. évi kiadás)

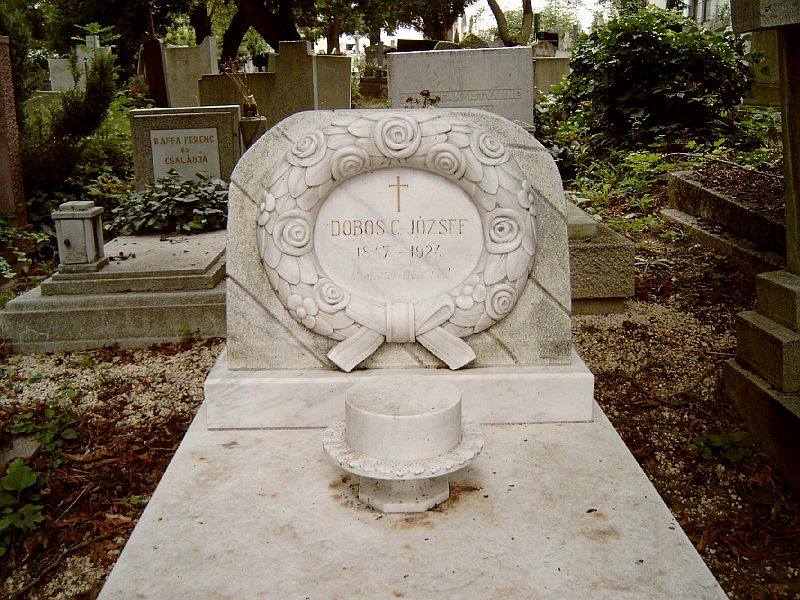
Dobos C. József sírja Budapesten. Farkasréti temető: 1/6-1-62.

Híres tortáját – a Dobostortát – az 1885. évi Országos Kiállításon mutatta be, lázba hozva vele Budapest ínyenceit és cukrászait. Mind a csokoládés vajkrém, mind a tészta masszája Dobos találmánya volt. A hagyomány szerint az édes vajkrémre a vajat köpülő fiú tévedése vezette rá, aki só helyett cukrot tett a köpülő edénybe. A cukrászmester az „elrontott” vajból alkotta meg híres művét. Még Gerbeaud-t is megelőzte azzal, hogy elsőként alkalmazott vajkrémet a torta elkészítéséhez. Sokan próbálták utánozni sikertelenül, mígnem végül 1906-ban az eredeti receptet átadta az Ipartestületnek.

## Főbb művei
- Magyar–franczia szakácskönyv (Budapest, 1881)[6]
- Die Phantasie auf der Reise (Budapest, 1904)
- Curiosa der Küche (Budapest, 1909)
- Geheimnis für Frauen (Budapest, 1912)
- Die Frau als irdischer Engel (Budapest, 1914)

## Házassága és leszármazottja
Budapesten 1919. május 6-án, a 72 éves agglegény Dobos C. József feleségül vette az 59 éves polgári származású Rónai (Született: Landthaller) Mária Ilona (Csallóköznádasd, 1860. december 7.) kisasszonyt, akinek az apja Landthaller Antal, mosoni vasúti tiszt, törvényszéki pénztárnok, és nemesi családból származó ógyallai Szabó Mária voltak. Dobos József és Rónai Mária házassága előtt született egy törvénytelen lánya, aki az anyja nevét viselte:
- Rónai Jozefin. Férje: Barta Károly.